# Liste des planètes mineures non numérotées découvertes en mai 2021
Pour un article plus général, voir Liste des planètes mineures non numérotées découvertes en 2021.
Pour un article plus général, voir Liste des planètes mineures.
Cet article dresse la liste des planètes mineures (astéroïdes, centaures, objets transneptuniens et assimilés) non numérotées découvertes en mai 2021 dans l'ordre de leur découverte.
Au 15 janvier 2025, 661 077 des 1 434 993 planètes mineures répertoriées par le Centre des planètes mineures ne sont pas encore numérotées, soit 46,07 %.

## Rappel concernant la désignation provisoire
La désignation provisoire indique l'ordre de découverte de ces objets. En effet, cette désignation est composée de l'année de découverte (par exemple 2021) suivie de la quinzaine (demi-mois) de découverte (p.e. A = 1-15 janvier) puis de l'ordre de découverte dans cette quinzaine. Cet ordre est indiqué par une lettre et éventuellement un chiffre comme suit : A pour la première découverte, B pour la deuxième, ..., Z pour la 25e (le I n'est pas utilisé pour éviter la confusion avec 1), A1 pour la 26e, B1 pour la 27e, etc. , Z1 pour la 50e, A2 pour la 51e, B2 pour la 52e, etc. L'ordre de la numérotation ne suit donc pas l'ordre alphanumérique. 2021 AA1 suit ainsi 2021 AZ et précède 2021 AB1.

## Liste

### Du1erau 15 mai 2021
- 2021 JA
- 2021 JB
- 2021 JC
- 2021 JD
- 2021 JE
- 2021 JF
- 2021 JG
- 2021 JH
- 2021 JJ
- 2021 JK
- 2021 JL
- 2021 JM
- 2021 JN
- 2021 JO
- 2021 JP
- 2021 JQ
- 2021 JR
- 2021 JS
- 2021 JT
- 2021 JU
- 2021 JV
- 2021 JW
- 2021 JX
- 2021 JY
- 2021 JZ
- 2021 JA1
- 2021 JB1
- 2021 JC1
- 2021 JD1
- 2021 JE1
- 2021 JF1
- 2021 JG1
- 2021 JH1
- 2021 JJ1
- 2021 JK1
- 2021 JL1
- 2021 JM1
- 2021 JN1
- 2021 JO1
- 2021 JP1
- 2021 JQ1
- 2021 JR1
- 2021 JS1
- 2021 JT1
- 2021 JU1
- 2021 JV1
- 2021 JW1
- 2021 JX1
- 2021 JY1
- 2021 JZ1
- 2021 JA2
- 2021 JB2
- 2021 JC2
- 2021 JD2
- 2021 JE2
- 2021 JF2
- 2021 JG2
- 2021 JH2
- 2021 JJ2
- 2021 JK2
- 2021 JL2
- 2021 JM2
- 2021 JN2
- 2021 JO2
- 2021 JP2
- 2021 JQ2
- 2021 JR2
- 2021 JS2
- 2021 JT2
- 2021 JU2
- 2021 JV2
- 2021 JW2
- 2021 JX2
- 2021 JY2
- 2021 JZ2
- 2021 JA3
- 2021 JB3
- 2021 JC3
- 2021 JD3
- 2021 JE3
- 2021 JF3
- 2021 JG3
- 2021 JH3
- 2021 JJ3
- 2021 JK3
- 2021 JL3
- 2021 JM3
- 2021 JN3
- 2021 JO3
- 2021 JP3
- 2021 JQ3
- 2021 JR3
- 2021 JS3
- 2021 JT3
- 2021 JU3
- 2021 JV3
- 2021 JW3
- 2021 JX3
- 2021 JY3
- 2021 JZ3
- 2021 JA4
- 2021 JB4
- 2021 JC4
- 2021 JD4
- 2021 JF4
- 2021 JG4
- 2021 JH4
- 2021 JJ4
- 2021 JK4
- 2021 JL4
- 2021 JP4
- 2021 JQ4
- 2021 JR4
- 2021 JS4
- 2021 JT4
- 2021 JU4
- 2021 JV4
- 2021 JW4
- 2021 JX4
- 2021 JY4
- 2021 JZ4
- 2021 JA5
- 2021 JC5
- 2021 JD5
- 2021 JE5
- 2021 JF5
- 2021 JG5
- 2021 JH5
- 2021 JJ5
- 2021 JK5
- 2021 JL5
- 2021 JM5
- 2021 JN5
- 2021 JO5
- 2021 JP5
- 2021 JQ5
- 2021 JR5
- 2021 JS5
- 2021 JT5
- 2021 JU5
- 2021 JV5
- 2021 JW5
- 2021 JX5
- 2021 JY5
- 2021 JZ5
- 2021 JA6
- 2021 JB6
- 2021 JC6
- 2021 JD6
- 2021 JE6
- 2021 JF6
- 2021 JG6
- 2021 JH6
- 2021 JJ6
- 2021 JK6
- 2021 JL6
- 2021 JM6
- 2021 JN6
- 2021 JO6
- 2021 JP6
- 2021 JQ6
- 2021 JR6
- 2021 JS6
- 2021 JT6
- 2021 JU6
- 2021 JV6
- 2021 JW6
- 2021 JY6
- 2021 JZ6
- 2021 JB7
- 2021 JC7
- 2021 JE7
- 2021 JF7
- 2021 JG7
- 2021 JH7
- 2021 JJ7
- 2021 JK7
- 2021 JL7
- 2021 JM7
- 2021 JN7
- 2021 JO7
- 2021 JP7
- 2021 JQ7
- 2021 JR7
- 2021 JS7
- 2021 JT7
- 2021 JU7
- 2021 JV7
- 2021 JY7
- 2021 JC8
- 2021 JD8
- 2021 JG8
- 2021 JJ8
- 2021 JK8
- 2021 JL8
- 2021 JM8
- 2021 JN8
- 2021 JO8
- 2021 JP8
- 2021 JQ8
- 2021 JR8
- 2021 JS8
- 2021 JT8
- 2021 JV8
- 2021 JX8
- 2021 JY8
- 2021 JA9
- 2021 JB9
- 2021 JC9
- 2021 JD9
- 2021 JE9
- 2021 JF9
- 2021 JG9
- 2021 JH9
- 2021 JJ9
- 2021 JK9
- 2021 JN9
- 2021 JO9
- 2021 JP9
- 2021 JQ9
- 2021 JR9
- 2021 JS9
- 2021 JT9
- 2021 JU9
- 2021 JV9
- 2021 JW9
- 2021 JX9
- 2021 JY9
- 2021 JA10
- 2021 JE10
- 2021 JF10
- 2021 JH10
- 2021 JK10
- 2021 JL10
- 2021 JM10
- 2021 JN10
- 2021 JO10
- 2021 JS10
- 2021 JT10
- 2021 JU10
- 2021 JV10
- 2021 JW10
- 2021 JZ10
- 2021 JA11
- 2021 JB11
- 2021 JC11
- 2021 JD11
- 2021 JE11
- 2021 JG11
- 2021 JJ11
- 2021 JM11
- 2021 JN11
- 2021 JO11
- 2021 JP11
- 2021 JR11
- 2021 JW11
- 2021 JY11
- 2021 JB12
- 2021 JD12
- 2021 JE12
- 2021 JF12
- 2021 JG12
- 2021 JH12
- 2021 JJ12
- 2021 JL12
- 2021 JM12
- 2021 JN12
- 2021 JO12
- 2021 JP12
- 2021 JQ12
- 2021 JR12
- 2021 JS12
- 2021 JT12
- 2021 JU12
- 2021 JV12
- 2021 JW12
- 2021 JY12
- 2021 JA13
- 2021 JB13
- 2021 JD13
- 2021 JE13
- 2021 JF13
- 2021 JG13
- 2021 JH13
- 2021 JJ13
- 2021 JL13
- 2021 JP13
- 2021 JQ13
- 2021 JR13
- 2021 JT13
- 2021 JU13
- 2021 JV13
- 2021 JW13
- 2021 JX13
- 2021 JZ13
- 2021 JA14
- 2021 JD14
- 2021 JG14
- 2021 JH14
- 2021 JJ14
- 2021 JL14
- 2021 JM14
- 2021 JQ14
- 2021 JR14
- 2021 JS14
- 2021 JU14
- 2021 JV14
- 2021 JX14
- 2021 JZ14
- 2021 JC15
- 2021 JD15
- 2021 JF15
- 2021 JG15
- 2021 JH15
- 2021 JK15
- 2021 JL15
- 2021 JM15
- 2021 JN15
- 2021 JO15
- 2021 JP15
- 2021 JQ15
- 2021 JR15
- 2021 JS15
- 2021 JT15
- 2021 JU15
- 2021 JW15
- 2021 JX15
- 2021 JY15
- 2021 JZ15
- 2021 JA16
- 2021 JB16
- 2021 JC16
- 2021 JE16
- 2021 JF16
- 2021 JH16
- 2021 JJ16
- 2021 JK16
- 2021 JL16
- 2021 JN16
- 2021 JO16
- 2021 JP16
- 2021 JR16
- 2021 JS16
- 2021 JT16
- 2021 JW16
- 2021 JX16
- 2021 JY16
- 2021 JZ16
- 2021 JA17
- 2021 JC17
- 2021 JD17
- 2021 JE17
- 2021 JF17
- 2021 JJ17
- 2021 JK17
- 2021 JL17
- 2021 JM17
- 2021 JN17
- 2021 JO17
- 2021 JP17
- 2021 JQ17
- 2021 JR17
- 2021 JS17
- 2021 JT17
- 2021 JU17
- 2021 JV17
- 2021 JW17
- 2021 JX17
- 2021 JY17
- 2021 JA18
- 2021 JB18
- 2021 JD18
- 2021 JE18
- 2021 JF18
- 2021 JH18
- 2021 JJ18
- 2021 JK18
- 2021 JM18
- 2021 JN18
- 2021 JO18
- 2021 JP18
- 2021 JR18
- 2021 JS18
- 2021 JT18
- 2021 JU18
- 2021 JV18
- 2021 JW18
- 2021 JY18
- 2021 JZ18
- 2021 JA19
- 2021 JC19
- 2021 JD19
- 2021 JG19
- 2021 JH19
- 2021 JJ19
- 2021 JL19
- 2021 JM19
- 2021 JN19
- 2021 JO19
- 2021 JP19
- 2021 JQ19
- 2021 JR19
- 2021 JS19
- 2021 JT19
- 2021 JV19
- 2021 JW19
- 2021 JY19
- 2021 JA20
- 2021 JB20
- 2021 JC20
- 2021 JD20
- 2021 JF20
- 2021 JG20
- 2021 JH20
- 2021 JJ20
- 2021 JK20
- 2021 JL20
- 2021 JM20
- 2021 JO20
- 2021 JP20
- 2021 JQ20
- 2021 JR20
- 2021 JT20
- 2021 JU20
- 2021 JV20
- 2021 JW20
- 2021 JX20
- 2021 JY20
- 2021 JZ20
- 2021 JC21
- 2021 JD21
- 2021 JE21
- 2021 JF21
- 2021 JG21
- 2021 JH21
- 2021 JJ21
- 2021 JK21
- 2021 JL21
- 2021 JM21
- 2021 JN21
- 2021 JO21
- 2021 JP21
- 2021 JQ21
- 2021 JS21
- 2021 JU21
- 2021 JV21
- 2021 JW21
- 2021 JX21
- 2021 JY21
- 2021 JZ21
- 2021 JA22
- 2021 JB22
- 2021 JC22
- 2021 JD22
- 2021 JF22
- 2021 JG22
- 2021 JH22
- 2021 JJ22
- 2021 JK22
- 2021 JL22
- 2021 JM22
- 2021 JO22
- 2021 JQ22
- 2021 JR22
- 2021 JS22
- 2021 JT22
- 2021 JV22
- 2021 JX22
- 2021 JY22
- 2021 JZ22
- 2021 JB23
- 2021 JD23
- 2021 JE23
- 2021 JF23
- 2021 JH23
- 2021 JJ23
- 2021 JL23
- 2021 JM23
- 2021 JO23
- 2021 JP23
- 2021 JQ23
- 2021 JT23
- 2021 JV23
- 2021 JW23
- 2021 JX23
- 2021 JY23
- 2021 JC24
- 2021 JD24
- 2021 JF24
- 2021 JG24
- 2021 JH24
- 2021 JJ24
- 2021 JK24
- 2021 JN24
- 2021 JO24
- 2021 JP24
- 2021 JQ24
- 2021 JR24
- 2021 JT24
- 2021 JV24
- 2021 JW24
- 2021 JX24
- 2021 JY24
- 2021 JZ24
- 2021 JA25
- 2021 JB25
- 2021 JC25
- 2021 JD25
- 2021 JF25
- 2021 JG25
- 2021 JH25
- 2021 JJ25
- 2021 JK25
- 2021 JL25
- 2021 JM25
- 2021 JN25
- 2021 JP25
- 2021 JQ25
- 2021 JR25
- 2021 JS25
- 2021 JU25
- 2021 JV25
- 2021 JX25
- 2021 JY25
- 2021 JB26
- 2021 JC26
- 2021 JD26
- 2021 JG26
- 2021 JH26
- 2021 JJ26
- 2021 JK26
- 2021 JL26
- 2021 JM26
- 2021 JN26
- 2021 JO26
- 2021 JQ26
- 2021 JR26
- 2021 JS26
- 2021 JU26
- 2021 JV26
- 2021 JW26
- 2021 JX26
- 2021 JY26
- 2021 JZ26
- 2021 JA27
- 2021 JB27
- 2021 JC27
- 2021 JD27
- 2021 JE27
- 2021 JF27
- 2021 JG27
- 2021 JH27
- 2021 JJ27
- 2021 JK27
- 2021 JL27
- 2021 JN27
- 2021 JO27
- 2021 JP27
- 2021 JQ27
- 2021 JS27
- 2021 JT27
- 2021 JU27
- 2021 JV27
- 2021 JX27
- 2021 JY27
- 2021 JZ27
- 2021 JA28
- 2021 JB28
- 2021 JC28
- 2021 JD28
- 2021 JE28
- 2021 JF28
- 2021 JG28
- 2021 JH28
- 2021 JJ28
- 2021 JK28
- 2021 JL28
- 2021 JN28
- 2021 JO28
- 2021 JP28
- 2021 JQ28
- 2021 JR28
- 2021 JS28
- 2021 JT28
- 2021 JV28
- 2021 JW28
- 2021 JX28
- 2021 JY28
- 2021 JZ28
- 2021 JA29
- 2021 JB29
- 2021 JC29
- 2021 JD29
- 2021 JE29
- 2021 JF29
- 2021 JG29
- 2021 JH29
- 2021 JJ29
- 2021 JK29
- 2021 JL29
- 2021 JM29
- 2021 JP29
- 2021 JQ29
- 2021 JS29
- 2021 JV29
- 2021 JW29
- 2021 JZ29
- 2021 JA30
- 2021 JB30
- 2021 JC30
- 2021 JD30
- 2021 JE30
- 2021 JF30
- 2021 JG30
- 2021 JH30
- 2021 JJ30
- 2021 JK30
- 2021 JL30
- 2021 JM30
- 2021 JN30
- 2021 JO30
- 2021 JP30
- 2021 JS30
- 2021 JT30
- 2021 JU30
- 2021 JV30
- 2021 JZ30
- 2021 JA31
- 2021 JB31
- 2021 JC31
- 2021 JD31
- 2021 JF31
- 2021 JG31
- 2021 JH31
- 2021 JJ31
- 2021 JK31
- 2021 JL31
- 2021 JM31
- 2021 JN31
- 2021 JO31
- 2021 JP31
- 2021 JQ31
- 2021 JR31
- 2021 JS31
- 2021 JT31
- 2021 JV31
- 2021 JW31
- 2021 JY31
- 2021 JZ31
- 2021 JA32
- 2021 JD32
- 2021 JF32
- 2021 JG32
- 2021 JL32
- 2021 JM32
- 2021 JN32
- 2021 JO32
- 2021 JP32
- 2021 JQ32
- 2021 JR32
- 2021 JS32
- 2021 JT32
- 2021 JU32
- 2021 JV32
- 2021 JX32
- 2021 JY32
- 2021 JZ32
- 2021 JA33
- 2021 JB33
- 2021 JC33
- 2021 JE33
- 2021 JF33
- 2021 JH33
- 2021 JJ33
- 2021 JK33
- 2021 JL33
- 2021 JM33
- 2021 JN33
- 2021 JO33
- 2021 JP33
- 2021 JQ33
- 2021 JS33
- 2021 JT33
- 2021 JU33
- 2021 JV33
- 2021 JW33
- 2021 JX33
- 2021 JY33
- 2021 JZ33
- 2021 JB34
- 2021 JC34
- 2021 JD34
- 2021 JE34
- 2021 JF34
- 2021 JJ34
- 2021 JK34
- 2021 JM34
- 2021 JN34
- 2021 JO34
- 2021 JP34
- 2021 JQ34
- 2021 JR34
- 2021 JS34
- 2021 JV34
- 2021 JX34
- 2021 JZ34
- 2021 JA35
- 2021 JB35
- 2021 JC35
- 2021 JD35
- 2021 JF35
- 2021 JH35
- 2021 JJ35
- 2021 JK35
- 2021 JL35
- 2021 JM35
- 2021 JO35
- 2021 JP35
- 2021 JQ35
- 2021 JR35
- 2021 JS35
- 2021 JT35
- 2021 JU35
- 2021 JY35
- 2021 JZ35
- 2021 JA36
- 2021 JB36
- 2021 JC36
- 2021 JE36
- 2021 JF36
- 2021 JG36
- 2021 JH36
- 2021 JJ36
- 2021 JK36
- 2021 JL36
- 2021 JN36
- 2021 JO36
- 2021 JP36
- 2021 JQ36
- 2021 JR36
- 2021 JS36
- 2021 JT36
- 2021 JU36
- 2021 JV36
- 2021 JW36
- 2021 JX36
- 2021 JY36
- 2021 JZ36
- 2021 JA37
- 2021 JB37
- 2021 JC37
- 2021 JD37
- 2021 JE37
- 2021 JF37
- 2021 JH37
- 2021 JJ37
- 2021 JK37
- 2021 JL37
- 2021 JM37
- 2021 JN37
- 2021 JO37
- 2021 JP37
- 2021 JQ37
- 2021 JR37
- 2021 JS37
- 2021 JT37
- 2021 JV37
- 2021 JW37
- 2021 JX37
- 2021 JY37
- 2021 JZ37
- 2021 JA38
- 2021 JC38
- 2021 JD38
- 2021 JE38
- 2021 JF38
- 2021 JG38
- 2021 JJ38
- 2021 JK38
- 2021 JL38
- 2021 JM38
- 2021 JN38
- 2021 JO38
- 2021 JP38
- 2021 JQ38
- 2021 JR38
- 2021 JS38
- 2021 JT38
- 2021 JU38
- 2021 JV38
- 2021 JW38
- 2021 JX38
- 2021 JY38
- 2021 JZ38
- 2021 JA39
- 2021 JB39
- 2021 JC39
- 2021 JD39
- 2021 JE39
- 2021 JF39
- 2021 JG39
- 2021 JH39
- 2021 JJ39
- 2021 JK39
- 2021 JL39
- 2021 JM39
- 2021 JN39
- 2021 JO39
- 2021 JP39
- 2021 JQ39
- 2021 JS39
- 2021 JU39
- 2021 JV39
- 2021 JW39
- 2021 JX39
- 2021 JY39
- 2021 JZ39
- 2021 JA40
- 2021 JB40
- 2021 JC40
- 2021 JD40
- 2021 JE40
- 2021 JF40
- 2021 JG40
- 2021 JH40
- 2021 JJ40
- 2021 JK40
- 2021 JL40
- 2021 JM40
- 2021 JN40
- 2021 JP40
- 2021 JQ40
- 2021 JR40
- 2021 JU40
- 2021 JV40
- 2021 JW40
- 2021 JX40
- 2021 JY40
- 2021 JZ40
- 2021 JA41
- 2021 JB41
- 2021 JE41
- 2021 JF41
- 2021 JG41
- 2021 JJ41
- 2021 JK41
- 2021 JL41
- 2021 JM41
- 2021 JN41
- 2021 JO41
- 2021 JP41
- 2021 JQ41
- 2021 JR41
- 2021 JS41
- 2021 JT41
- 2021 JU41
- 2021 JV41
- 2021 JW41
- 2021 JX41
- 2021 JY41
- 2021 JZ41
- 2021 JA42
- 2021 JB42
- 2021 JC42
- 2021 JD42
- 2021 JE42
- 2021 JF42
- 2021 JG42
- 2021 JH42
- 2021 JJ42
- 2021 JK42
- 2021 JL42
- 2021 JM42
- 2021 JO42
- 2021 JP42
- 2021 JQ42
- 2021 JT42
- 2021 JU42
- 2021 JV42
- 2021 JW42
- 2021 JX42
- 2021 JY42
- 2021 JZ42
- 2021 JA43
- 2021 JC43
- 2021 JD43
- 2021 JE43
- 2021 JF43
- 2021 JG43
- 2021 JH43
- 2021 JJ43
- 2021 JK43
- 2021 JL43
- 2021 JM43
- 2021 JN43
- 2021 JO43
- 2021 JP43
- 2021 JQ43
- 2021 JR43
- 2021 JS43
- 2021 JT43
- 2021 JU43
- 2021 JW43
- 2021 JX43
- 2021 JY43
- 2021 JZ43
- 2021 JA44
- 2021 JB44
- 2021 JC44
- 2021 JD44
- 2021 JE44
- 2021 JF44
- 2021 JH44
- 2021 JJ44
- 2021 JL44
- 2021 JM44
- 2021 JP44
- 2021 JQ44
- 2021 JR44
- 2021 JT44
- 2021 JU44
- 2021 JV44
- 2021 JW44
- 2021 JX44
- 2021 JY44
- 2021 JZ44
- 2021 JA45
- 2021 JB45
- 2021 JC45
- 2021 JD45
- 2021 JE45
- 2021 JF45
- 2021 JG45
- 2021 JH45
- 2021 JJ45
- 2021 JK45
- 2021 JL45
- 2021 JM45
- 2021 JN45
- 2021 JO45
- 2021 JQ45
- 2021 JR45
- 2021 JS45
- 2021 JT45
- 2021 JU45
- 2021 JV45
- 2021 JW45
- 2021 JX45
- 2021 JY45
- 2021 JA46
- 2021 JB46
- 2021 JC46
- 2021 JD46
- 2021 JE46
- 2021 JF46
- 2021 JG46
- 2021 JH46
- 2021 JL46
- 2021 JM46
- 2021 JN46
- 2021 JO46
- 2021 JP46
- 2021 JQ46
- 2021 JS46
- 2021 JT46
- 2021 JU46
- 2021 JV46
- 2021 JW46
- 2021 JX46
- 2021 JY46
- 2021 JZ46
- 2021 JA47
- 2021 JB47
- 2021 JC47
- 2021 JD47
- 2021 JE47
- 2021 JF47
- 2021 JG47
- 2021 JH47
- 2021 JJ47
- 2021 JK47
- 2021 JL47
- 2021 JN47
- 2021 JO47
- 2021 JP47
- 2021 JQ47
- 2021 JR47
- 2021 JS47
- 2021 JT47
- 2021 JU47
- 2021 JV47
- 2021 JW47
- 2021 JX47
- 2021 JY47
- 2021 JZ47
- 2021 JA48
- 2021 JD48
- 2021 JE48
- 2021 JF48
- 2021 JH48
- 2021 JJ48
- 2021 JK48
- 2021 JL48
- 2021 JM48
- 2021 JN48
- 2021 JO48
- 2021 JP48
- 2021 JR48
- 2021 JT48
- 2021 JU48
- 2021 JV48
- 2021 JW48
- 2021 JY48
- 2021 JZ48
- 2021 JA49
- 2021 JC49
- 2021 JE49
- 2021 JG49
- 2021 JH49
- 2021 JJ49
- 2021 JK49
- 2021 JL49
- 2021 JM49
- 2021 JN49
- 2021 JO49
- 2021 JQ49
- 2021 JR49
- 2021 JS49
- 2021 JT49
- 2021 JU49
- 2021 JV49
- 2021 JW49
- 2021 JX49
- 2021 JY49
- 2021 JZ49
- 2021 JB50
- 2021 JC50
- 2021 JD50
- 2021 JF50
- 2021 JH50
- 2021 JK50
- 2021 JL50
- 2021 JM50
- 2021 JN50
- 2021 JO50
- 2021 JQ50
- 2021 JR50
- 2021 JS50
- 2021 JU50
- 2021 JW50
- 2021 JZ50
- 2021 JA51
- 2021 JB51
- 2021 JD51
- 2021 JE51
- 2021 JF51
- 2021 JG51
- 2021 JH51
- 2021 JJ51
- 2021 JK51
- 2021 JL51
- 2021 JM51
- 2021 JN51
- 2021 JP51
- 2021 JR51
- 2021 JS51
- 2021 JT51
- 2021 JU51
- 2021 JV51
- 2021 JW51
- 2021 JX51
- 2021 JY51
- 2021 JZ51
- 2021 JA52
- 2021 JB52
- 2021 JC52
- 2021 JE52
- 2021 JF52
- 2021 JJ52
- 2021 JK52
- 2021 JM52
- 2021 JN52
- 2021 JO52
- 2021 JP52
- 2021 JQ52
- 2021 JR52
- 2021 JS52
- 2021 JU52
- 2021 JV52
- 2021 JW52
- 2021 JX52
- 2021 JZ52
- 2021 JA53
- 2021 JC53
- 2021 JD53
- 2021 JE53
- 2021 JF53
- 2021 JG53
- 2021 JK53
- 2021 JL53
- 2021 JN53
- 2021 JO53
- 2021 JP53
- 2021 JQ53
- 2021 JR53
- 2021 JS53
- 2021 JT53
- 2021 JU53
- 2021 JV53
- 2021 JW53
- 2021 JX53
- 2021 JY53
- 2021 JZ53
- 2021 JA54
- 2021 JB54
- 2021 JC54
- 2021 JD54
- 2021 JE54
- 2021 JF54
- 2021 JG54
- 2021 JH54
- 2021 JJ54
- 2021 JK54
- 2021 JL54
- 2021 JM54
- 2021 JN54
- 2021 JO54
- 2021 JP54
- 2021 JR54
- 2021 JS54
- 2021 JT54
- 2021 JU54
- 2021 JV54
- 2021 JW54
- 2021 JX54
- 2021 JZ54
- 2021 JA55
- 2021 JB55
- 2021 JC55
- 2021 JD55
- 2021 JE55
- 2021 JF55
- 2021 JG55
- 2021 JH55
- 2021 JJ55
- 2021 JK55
- 2021 JL55
- 2021 JM55
- 2021 JN55
- 2021 JO55
- 2021 JP55
- 2021 JQ55
- 2021 JR55
- 2021 JS55
- 2021 JU55
- 2021 JV55
- 2021 JW55
- 2021 JX55
- 2021 JY55
- 2021 JZ55
- 2021 JA56
- 2021 JB56
- 2021 JC56
- 2021 JD56
- 2021 JE56
- 2021 JG56
- 2021 JJ56
- 2021 JK56
- 2021 JL56
- 2021 JM56
- 2021 JN56
- 2021 JO56
- 2021 JP56
- 2021 JQ56
- 2021 JR56
- 2021 JT56
- 2021 JU56
- 2021 JV56
- 2021 JX56
- 2021 JZ56
- 2021 JA57
- 2021 JB57
- 2021 JD57
- 2021 JF57
- 2021 JJ57
- 2021 JL57
- 2021 JM57
- 2021 JN57
- 2021 JO57
- 2021 JP57
- 2021 JQ57
- 2021 JR57
- 2021 JS57
- 2021 JT57
- 2021 JU57
- 2021 JV57
- 2021 JW57
- 2021 JX57
- 2021 JZ57
- 2021 JC58
- 2021 JD58
- 2021 JF58
- 2021 JG58
- 2021 JH58
- 2021 JJ58
- 2021 JK58
- 2021 JL58
- 2021 JM58
- 2021 JN58
- 2021 JO58
- 2021 JP58
- 2021 JQ58
- 2021 JR58
- 2021 JS58
- 2021 JT58
- 2021 JU58
- 2021 JV58
- 2021 JW58
- 2021 JX58
- 2021 JY58
- 2021 JZ58
- 2021 JA59
- 2021 JB59
- 2021 JC59
- 2021 JD59
- 2021 JH59
- 2021 JL59
- 2021 JM59
- 2021 JN59
- 2021 JO59
- 2021 JP59
- 2021 JQ59
- 2021 JR59
- 2021 JS59
- 2021 JT59
- 2021 JU59
- 2021 JV59
- 2021 JW59
- 2021 JX59
- 2021 JY59
- 2021 JZ59
- 2021 JA60
- 2021 JB60
- 2021 JC60
- 2021 JD60
- 2021 JE60
- 2021 JF60
- 2021 JG60
- 2021 JH60
- 2021 JJ60
- 2021 JK60
- 2021 JL60
- 2021 JM60
- 2021 JN60
- 2021 JO60
- 2021 JP60
- 2021 JQ60
- 2021 JR60
- 2021 JS60
- 2021 JT60
- 2021 JU60
- 2021 JV60
- 2021 JW60
- 2021 JY60
- 2021 JZ60
- 2021 JA61
- 2021 JB61
- 2021 JC61
- 2021 JD61
- 2021 JE61
- 2021 JF61
- 2021 JG61
- 2021 JH61
- 2021 JK61
- 2021 JL61
- 2021 JM61
- 2021 JP61
- 2021 JQ61
- 2021 JR61
- 2021 JS61
- 2021 JT61
- 2021 JU61
- 2021 JV61
- 2021 JX61
- 2021 JY61
- 2021 JZ61
- 2021 JA62
- 2021 JB62
- 2021 JC62
- 2021 JD62
- 2021 JE62
- 2021 JF62
- 2021 JG62
- 2021 JH62
- 2021 JJ62
- 2021 JK62
- 2021 JM62
- 2021 JN62
- 2021 JO62
- 2021 JP62
- 2021 JQ62
- 2021 JR62
- 2021 JS62
- 2021 JT62
- 2021 JU62
- 2021 JV62
- 2021 JW62
- 2021 JX62
- 2021 JZ62
- 2021 JA63
- 2021 JB63
- 2021 JC63
- 2021 JD63
- 2021 JE63
- 2021 JF63
- 2021 JG63
- 2021 JH63
- 2021 JK63
- 2021 JL63
- 2021 JM63
- 2021 JN63
- 2021 JO63
- 2021 JP63
- 2021 JQ63
- 2021 JR63
- 2021 JS63
- 2021 JT63
- 2021 JU63
- 2021 JV63
- 2021 JW63
- 2021 JX63
- 2021 JY63
- 2021 JA64
- 2021 JB64
- 2021 JC64
- 2021 JD64
- 2021 JF64
- 2021 JH64
- 2021 JJ64
- 2021 JK64
- 2021 JL64
- 2021 JM64
- 2021 JN64
- 2021 JO64
- 2021 JP64
- 2021 JQ64
- 2021 JR64
- 2021 JS64
- 2021 JT64
- 2021 JU64
- 2021 JV64
- 2021 JX64
- 2021 JY64
- 2021 JZ64
- 2021 JA65
- 2021 JB65
- 2021 JC65
- 2021 JD65
- 2021 JE65
- 2021 JF65
- 2021 JG65
- 2021 JH65
- 2021 JJ65
- 2021 JK65
- 2021 JL65
- 2021 JM65
- 2021 JN65
- 2021 JO65
- 2021 JP65
- 2021 JQ65
- 2021 JR65
- 2021 JS65
- 2021 JT65
- 2021 JU65
- 2021 JW65
- 2021 JX65
- 2021 JY65
- 2021 JZ65
- 2021 JA66
- 2021 JB66
- 2021 JC66
- 2021 JD66
- 2021 JE66
- 2021 JF66
- 2021 JG66
- 2021 JH66
- 2021 JJ66
- 2021 JK66
- 2021 JL66
- 2021 JM66
- 2021 JN66
- 2021 JO66
- 2021 JP66
- 2021 JR66
- 2021 JS66
- 2021 JT66
- 2021 JU66
- 2021 JV66
- 2021 JW66
- 2021 JX66
- 2021 JY66
- 2021 JZ66
- 2021 JA67
- 2021 JB67
- 2021 JC67
- 2021 JD67
- 2021 JE67
- 2021 JF67
- 2021 JG67
- 2021 JH67
- 2021 JJ67
- 2021 JK67
- 2021 JL67
- 2021 JM67
- 2021 JN67
- 2021 JP67
- 2021 JQ67
- 2021 JR67
- 2021 JS67
- 2021 JT67
- 2021 JU67
- 2021 JV67
- 2021 JW67
- 2021 JX67
- 2021 JY67
- 2021 JZ67
- 2021 JA68
- 2021 JB68
- 2021 JC68
- 2021 JD68
- 2021 JE68
- 2021 JF68
- 2021 JG68
- 2021 JH68
- 2021 JJ68
- 2021 JK68
- 2021 JL68
- 2021 JM68
- 2021 JO68
- 2021 JP68
- 2021 JQ68
- 2021 JR68
- 2021 JT68
- 2021 JV68
- 2021 JW68
- 2021 JX68
- 2021 JY68
- 2021 JZ68
- 2021 JA69
- 2021 JB69
- 2021 JC69
- 2021 JD69
- 2021 JE69
- 2021 JF69
- 2021 JG69
- 2021 JH69
- 2021 JJ69
- 2021 JK69
- 2021 JL69
- 2021 JM69
- 2021 JN69
- 2021 JO69
- 2021 JP69
- 2021 JQ69
- 2021 JR69
- 2021 JS69
- 2021 JT69
- 2021 JV69
- 2021 JW69
- 2021 JX69
- 2021 JY69
- 2021 JZ69
- 2021 JA70
- 2021 JB70
- 2021 JC70
- 2021 JD70
- 2021 JE70
- 2021 JG70
- 2021 JH70
- 2021 JJ70
- 2021 JK70
- 2021 JL70
- 2021 JM70
- 2021 JN70
- 2021 JO70
- 2021 JP70
- 2021 JQ70
- 2021 JR70
- 2021 JS70
- 2021 JT70
- 2021 JU70
- 2021 JV70
- 2021 JW70
- 2021 JX70
- 2021 JY70
- 2021 JZ70
- 2021 JA71
- 2021 JB71
- 2021 JC71
- 2021 JD71
- 2021 JE71
- 2021 JF71
- 2021 JG71
- 2021 JH71
- 2021 JJ71
- 2021 JK71
- 2021 JM71
- 2021 JN71
- 2021 JO71
- 2021 JP71
- 2021 JQ71
- 2021 JR71
- 2021 JS71
- 2021 JT71
- 2021 JU71
- 2021 JV71
- 2021 JW71
- 2021 JX71
- 2021 JY71
- 2021 JZ71
- 2021 JA72
- 2021 JB72
- 2021 JC72
- 2021 JD72
- 2021 JE72
- 2021 JF72
- 2021 JG72
- 2021 JH72
- 2021 JJ72
- 2021 JK72
- 2021 JL72
- 2021 JM72
- 2021 JN72
- 2021 JO72
- 2021 JP72
- 2021 JQ72
- 2021 JR72
- 2021 JS72
- 2021 JT72
- 2021 JU72
- 2021 JV72
- 2021 JW72
- 2021 JX72
- 2021 JY72
- 2021 JZ72
- 2021 JA73
- 2021 JB73
- 2021 JC73
- 2021 JD73
- 2021 JE73
- 2021 JF73
- 2021 JG73
- 2021 JH73
- 2021 JJ73
- 2021 JK73
- 2021 JL73
- 2021 JM73
- 2021 JN73
- 2021 JO73
- 2021 JP73
- 2021 JQ73
- 2021 JR73
- 2021 JS73
- 2021 JT73
- 2021 JU73
- 2021 JV73
- 2021 JW73
- 2021 JX73
- 2021 JY73
- 2021 JZ73
- 2021 JA74
- 2021 JB74
- 2021 JC74
- 2021 JD74
- 2021 JE74
- 2021 JF74
- 2021 JG74
- 2021 JH74
- 2021 JJ74
- 2021 JK74
- 2021 JL74
- 2021 JM74
- 2021 JN74
- 2021 JO74
- 2021 JP74
- 2021 JQ74
- 2021 JR74
- 2021 JS74
- 2021 JT74
- 2021 JU74
- 2021 JV74
- 2021 JW74
- 2021 JX74
- 2021 JY74
- 2021 JZ74
- 2021 JA75
- 2021 JB75
- 2021 JC75
- 2021 JD75
- 2021 JE75
- 2021 JF75
- 2021 JG75
- 2021 JH75
- 2021 JJ75
- 2021 JK75
- 2021 JL75
- 2021 JM75
- 2021 JN75
- 2021 JO75
- 2021 JP75
- 2021 JQ75
- 2021 JR75
- 2021 JS75
- 2021 JT75
- 2021 JU75
- 2021 JV75
- 2021 JW75
- 2021 JX75
- 2021 JY75
- 2021 JZ75
- 2021 JA76
- 2021 JB76
- 2021 JC76
- 2021 JD76
- 2021 JE76
- 2021 JF76
- 2021 JG76
- 2021 JH76
- 2021 JJ76
- 2021 JK76
- 2021 JL76
- 2021 JM76
- 2021 JN76
- 2021 JO76
- 2021 JP76
- 2021 JQ76
- 2021 JR76
- 2021 JS76
- 2021 JT76
- 2021 JU76
- 2021 JV76
- 2021 JW76
- 2021 JX76
- 2021 JY76
- 2021 JZ76
- 2021 JA77
- 2021 JB77
- 2021 JC77
- 2021 JD77
- 2021 JE77
- 2021 JF77
- 2021 JG77
- 2021 JH77
- 2021 JJ77
- 2021 JK77
- 2021 JL77
- 2021 JM77
- 2021 JN77
- 2021 JO77
- 2021 JP77
- 2021 JQ77
- 2021 JR77
- 2021 JS77
- 2021 JT77
- 2021 JU77
- 2021 JW77
- 2021 JY77
- 2021 JB78
- 2021 JC78
- 2021 JD78
- 2021 JE78
- 2021 JF78
- 2021 JG78
- 2021 JH78
- 2021 JJ78
- 2021 JK78
- 2021 JL78
- 2021 JM78
- 2021 JN78
- 2021 JO78
- 2021 JP78
- 2021 JQ78
- 2021 JR78
- 2021 JS78
- 2021 JT78
- 2021 JU78
- 2021 JV78
- 2021 JW78
- 2021 JX78
- 2021 JY78
- 2021 JZ78
- 2021 JA79
- 2021 JB79
- 2021 JC79
- 2021 JD79
- 2021 JE79
- 2021 JF79
- 2021 JG79
- 2021 JH79
- 2021 JK79
- 2021 JL79
- 2021 JM79
- 2021 JN79
- 2021 JO79
- 2021 JP79
- 2021 JQ79
- 2021 JR79
- 2021 JS79
- 2021 JT79
- 2021 JU79
- 2021 JV79
- 2021 JW79
- 2021 JX79
- 2021 JY79
- 2021 JZ79
- 2021 JA80
- 2021 JC80
- 2021 JD80
- 2021 JE80
- 2021 JF80
- 2021 JG80
- 2021 JH80
- 2021 JJ80
- 2021 JK80
- 2021 JL80
- 2021 JM80
- 2021 JN80
- 2021 JO80
- 2021 JP80
- 2021 JQ80
- 2021 JR80
- 2021 JS80
- 2021 JT80
- 2021 JU80
- 2021 JV80
- 2021 JW80
- 2021 JX80
- 2021 JY80
- 2021 JZ80
- 2021 JA81
- 2021 JB81
- 2021 JC81
- 2021 JD81
- 2021 JE81
- 2021 JF81
- 2021 JG81
- 2021 JH81
- 2021 JJ81
- 2021 JK81
- 2021 JL81
- 2021 JM81
- 2021 JN81
- 2021 JO81
- 2021 JP81
- 2021 JQ81
- 2021 JR81
- 2021 JS81
- 2021 JT81
- 2021 JU81
- 2021 JV81
- 2021 JW81
- 2021 JX81
- 2021 JY81
- 2021 JZ81
- 2021 JA82
- 2021 JB82
- 2021 JC82
- 2021 JD82
- 2021 JE82
- 2021 JF82
- 2021 JG82
- 2021 JH82
- 2021 JJ82
- 2021 JK82
- 2021 JL82
- 2021 JM82
- 2021 JN82
- 2021 JO82
- 2021 JP82
- 2021 JQ82
- 2021 JR82
- 2021 JS82
- 2021 JT82
- 2021 JU82
- 2021 JV82
- 2021 JW82
- 2021 JX82
- 2021 JY82
- 2021 JZ82
- 2021 JA83
- 2021 JB83
- 2021 JC83
- 2021 JD83
- 2021 JE83
- 2021 JF83
- 2021 JG83
- 2021 JH83
- 2021 JJ83
- 2021 JK83
- 2021 JL83
- 2021 JM83
- 2021 JN83
- 2021 JO83
- 2021 JP83
- 2021 JQ83
- 2021 JR83
- 2021 JS83
- 2021 JT83
- 2021 JU83
- 2021 JV83
- 2021 JW83
- 2021 JX83
- 2021 JY83
- 2021 JZ83
- 2021 JA84
- 2021 JB84
- 2021 JC84
- 2021 JD84
- 2021 JE84
- 2021 JF84
- 2021 JG84
- 2021 JH84
- 2021 JJ84
- 2021 JK84
- 2021 JL84
- 2021 JM84
- 2021 JN84
- 2021 JO84
- 2021 JP84
- 2021 JQ84
- 2021 JR84
- 2021 JS84
- 2021 JT84
- 2021 JU84
- 2021 JV84
- 2021 JW84
- 2021 JX84
- 2021 JY84
- 2021 JZ84
- 2021 JA85
- 2021 JB85
- 2021 JC85
- 2021 JD85
- 2021 JE85
- 2021 JF85
- 2021 JG85
- 2021 JH85
- 2021 JJ85
- 2021 JK85
- 2021 JL85
- 2021 JM85
- 2021 JN85
- 2021 JO85
- 2021 JP85
- 2021 JQ85
- 2021 JR85
- 2021 JS85

### Du 16 au 31 mai 2021
- 2021 KA
- 2021 KB
- 2021 KC
- 2021 KD
- 2021 KE
- 2021 KF
- 2021 KG
- 2021 KH
- 2021 KJ
- 2021 KK
- 2021 KL
- 2021 KM
- 2021 KN
- 2021 KO
- 2021 KP
- 2021 KQ
- 2021 KR
- 2021 KS
- 2021 KT
- 2021 KU
- 2021 KV
- 2021 KW
- 2021 KX
- 2021 KY
- 2021 KZ
- 2021 KA1
- 2021 KB1
- 2021 KC1
- 2021 KD1
- 2021 KE1
- 2021 KG1
- 2021 KH1
- 2021 KJ1
- 2021 KK1
- 2021 KL1
- 2021 KM1
- 2021 KN1
- 2021 KO1
- 2021 KP1
- 2021 KQ1
- 2021 KR1
- 2021 KS1
- 2021 KT1
- 2021 KU1
- 2021 KV1
- 2021 KW1
- 2021 KX1
- 2021 KY1
- 2021 KZ1
- 2021 KA2
- 2021 KB2
- 2021 KC2
- 2021 KD2
- 2021 KE2
- 2021 KF2
- 2021 KG2
- 2021 KH2
- 2021 KJ2
- 2021 KK2
- 2021 KL2
- 2021 KM2
- 2021 KN2
- 2021 KO2
- 2021 KP2
- 2021 KQ2
- 2021 KR2
- 2021 KS2
- 2021 KT2
- 2021 KU2
- 2021 KV2
- 2021 KW2
- 2021 KX2
- 2021 KY2
- 2021 KZ2
- 2021 KA3
- 2021 KB3
- 2021 KC3
- 2021 KE3
- 2021 KF3
- 2021 KG3
- 2021 KH3
- 2021 KJ3
- 2021 KK3
- 2021 KL3
- 2021 KM3
- 2021 KN3
- 2021 KO3
- 2021 KP3
- 2021 KQ3
- 2021 KV3
- 2021 KW3
- 2021 KX3
- 2021 KY3
- 2021 KA4
- 2021 KB4
- 2021 KC4
- 2021 KD4
- 2021 KE4
- 2021 KF4
- 2021 KG4
- 2021 KH4
- 2021 KJ4
- 2021 KK4
- 2021 KL4
- 2021 KM4
- 2021 KN4
- 2021 KO4
- 2021 KP4
- 2021 KQ4
- 2021 KR4
- 2021 KS4
- 2021 KT4
- 2021 KU4
- 2021 KV4
- 2021 KW4
- 2021 KX4
- 2021 KZ4
- 2021 KA5
- 2021 KB5
- 2021 KC5
- 2021 KD5
- 2021 KF5
- 2021 KG5
- 2021 KJ5
- 2021 KK5
- 2021 KL5
- 2021 KM5
- 2021 KN5
- 2021 KO5
- 2021 KP5
- 2021 KR5
- 2021 KT5
- 2021 KU5
- 2021 KV5
- 2021 KW5
- 2021 KX5
- 2021 KY5
- 2021 KZ5
- 2021 KA6
- 2021 KB6
- 2021 KC6
- 2021 KD6
- 2021 KF6
- 2021 KG6
- 2021 KH6
- 2021 KL6
- 2021 KM6
- 2021 KN6
- 2021 KO6
- 2021 KP6
- 2021 KQ6
- 2021 KR6
- 2021 KS6
- 2021 KT6
- 2021 KU6
- 2021 KX6
- 2021 KY6
- 2021 KZ6
- 2021 KA7
- 2021 KB7
- 2021 KC7
- 2021 KE7
- 2021 KF7
- 2021 KG7
- 2021 KH7
- 2021 KK7
- 2021 KL7
- 2021 KM7
- 2021 KN7
- 2021 KO7
- 2021 KP7
- 2021 KQ7
- 2021 KR7
- 2021 KS7
- 2021 KT7
- 2021 KV7
- 2021 KW7
- 2021 KZ7
- 2021 KA8
- 2021 KB8
- 2021 KC8
- 2021 KD8
- 2021 KE8
- 2021 KF8
- 2021 KG8
- 2021 KH8
- 2021 KJ8
- 2021 KK8
- 2021 KL8
- 2021 KM8
- 2021 KO8
- 2021 KP8
- 2021 KQ8
- 2021 KR8
- 2021 KS8
- 2021 KT8
- 2021 KU8
- 2021 KV8
- 2021 KW8
- 2021 KX8
- 2021 KY8
- 2021 KZ8
- 2021 KA9
- 2021 KB9
- 2021 KC9
- 2021 KD9
- 2021 KE9
- 2021 KG9
- 2021 KH9
- 2021 KJ9
- 2021 KL9
- 2021 KN9
- 2021 KO9
- 2021 KP9
- 2021 KQ9
- 2021 KR9
- 2021 KS9
- 2021 KT9
- 2021 KU9
- 2021 KV9
- 2021 KW9
- 2021 KX9
- 2021 KY9
- 2021 KA10
- 2021 KB10
- 2021 KC10
- 2021 KE10
- 2021 KF10
- 2021 KG10
- 2021 KH10
- 2021 KJ10
- 2021 KK10
- 2021 KM10
- 2021 KN10
- 2021 KO10
- 2021 KP10
- 2021 KQ10
- 2021 KR10
- 2021 KS10
- 2021 KT10
- 2021 KV10
- 2021 KW10
- 2021 KX10
- 2021 KY10
- 2021 KZ10
- 2021 KA11
- 2021 KB11
- 2021 KC11
- 2021 KE11
- 2021 KF11
- 2021 KG11
- 2021 KH11
- 2021 KJ11
- 2021 KK11
- 2021 KL11
- 2021 KM11
- 2021 KN11
- 2021 KO11
- 2021 KR11
- 2021 KS11
- 2021 KT11
- 2021 KU11
- 2021 KV11
- 2021 KW11
- 2021 KX11
- 2021 KY11
- 2021 KZ11
- 2021 KA12
- 2021 KC12
- 2021 KE12
- 2021 KF12
- 2021 KG12
- 2021 KH12
- 2021 KJ12
- 2021 KK12
- 2021 KM12
- 2021 KN12
- 2021 KP12
- 2021 KQ12
- 2021 KR12
- 2021 KS12
- 2021 KT12
- 2021 KU12
- 2021 KV12
- 2021 KW12
- 2021 KX12
- 2021 KA13
- 2021 KC13
- 2021 KD13
- 2021 KE13
- 2021 KF13
- 2021 KG13
- 2021 KH13
- 2021 KJ13
- 2021 KK13
- 2021 KL13
- 2021 KM13
- 2021 KN13
- 2021 KO13
- 2021 KP13
- 2021 KQ13
- 2021 KR13
- 2021 KS13
- 2021 KT13
- 2021 KU13
- 2021 KV13
- 2021 KW13
- 2021 KY13
- 2021 KZ13
- 2021 KB14
- 2021 KE14
- 2021 KG14
- 2021 KH14
- 2021 KJ14
- 2021 KK14
- 2021 KN14
- 2021 KO14
- 2021 KP14
- 2021 KQ14
- 2021 KR14
- 2021 KS14
- 2021 KT14
- 2021 KU14
- 2021 KV14
- 2021 KW14
- 2021 KX14
- 2021 KY14
- 2021 KZ14
- 2021 KA15
- 2021 KB15
- 2021 KC15
- 2021 KD15
- 2021 KE15
- 2021 KF15
- 2021 KG15
- 2021 KJ15
- 2021 KK15
- 2021 KL15
- 2021 KM15
- 2021 KN15
- 2021 KO15
- 2021 KP15
- 2021 KQ15
- 2021 KR15
- 2021 KS15
- 2021 KT15
- 2021 KU15
- 2021 KV15
- 2021 KW15
- 2021 KX15
- 2021 KB16
- 2021 KC16
- 2021 KD16
- 2021 KE16
- 2021 KF16
- 2021 KG16
- 2021 KH16
- 2021 KK16
- 2021 KM16
- 2021 KN16
- 2021 KQ16
- 2021 KS16
- 2021 KT16
- 2021 KU16
- 2021 KV16
- 2021 KW16
- 2021 KX16
- 2021 KY16
- 2021 KZ16
- 2021 KA17
- 2021 KB17
- 2021 KC17
- 2021 KD17
- 2021 KE17
- 2021 KF17
- 2021 KG17
- 2021 KH17
- 2021 KJ17
- 2021 KL17
- 2021 KM17
- 2021 KO17
- 2021 KP17
- 2021 KQ17
- 2021 KR17
- 2021 KS17
- 2021 KT17
- 2021 KU17
- 2021 KV17
- 2021 KW17
- 2021 KX17
- 2021 KY17
- 2021 KZ17
- 2021 KA18
- 2021 KB18
- 2021 KC18
- 2021 KD18
- 2021 KE18
- 2021 KF18
- 2021 KG18
- 2021 KH18
- 2021 KJ18
- 2021 KK18
- 2021 KL18
- 2021 KM18
- 2021 KN18
- 2021 KO18
- 2021 KP18
- 2021 KQ18
- 2021 KR18
- 2021 KT18
- 2021 KU18
- 2021 KV18
- 2021 KW18
- 2021 KX18
- 2021 KY18
- 2021 KZ18
- 2021 KA19
- 2021 KB19
- 2021 KC19
- 2021 KD19
- 2021 KE19
- 2021 KF19
- 2021 KG19
- 2021 KH19
- 2021 KJ19
- 2021 KK19
- 2021 KL19
- 2021 KN19
- 2021 KO19
- 2021 KP19
- 2021 KQ19
- 2021 KR19
- 2021 KS19
- 2021 KT19
- 2021 KU19
- 2021 KV19
- 2021 KW19
- 2021 KX19
- 2021 KY19
- 2021 KZ19
- 2021 KA20
- 2021 KB20
- 2021 KC20
- 2021 KD20
- 2021 KE20
- 2021 KF20
- 2021 KG20
- 2021 KH20
- 2021 KJ20
- 2021 KK20
- 2021 KL20
- 2021 KM20
- 2021 KN20
- 2021 KO20
- 2021 KP20
- 2021 KQ20
- 2021 KR20
- 2021 KS20
- 2021 KT20
- 2021 KU20
- 2021 KV20
- 2021 KW20
- 2021 KX20
- 2021 KY20
- 2021 KZ20
- 2021 KA21
- 2021 KB21
- 2021 KC21
- 2021 KD21
- 2021 KE21
- 2021 KF21
- 2021 KH21
- 2021 KJ21
- 2021 KL21
- 2021 KM21
- 2021 KO21
- 2021 KP21
- 2021 KQ21
- 2021 KR21
- 2021 KS21
- 2021 KT21
- 2021 KU21
- 2021 KV21
- 2021 KW21
- 2021 KX21
- 2021 KZ21
- 2021 KA22
- 2021 KB22
- 2021 KC22
- 2021 KD22
- 2021 KE22
- 2021 KF22
- 2021 KG22
- 2021 KH22
- 2021 KJ22
- 2021 KK22
- 2021 KL22
- 2021 KM22
- 2021 KN22
- 2021 KO22
- 2021 KP22
- 2021 KQ22
- 2021 KR22
- 2021 KS22
- 2021 KT22
- 2021 KU22
- 2021 KV22
- 2021 KW22
- 2021 KX22
- 2021 KZ22
- 2021 KA23
- 2021 KB23
- 2021 KC23
- 2021 KD23
- 2021 KE23
- 2021 KF23
- 2021 KG23
- 2021 KH23
- 2021 KJ23
- 2021 KK23
- 2021 KL23
- 2021 KM23
- 2021 KN23
- 2021 KO23
- 2021 KP23